# Kanton Levallois-Perret-Nord
Kanton Levallois-Perret-Nord (fr. Canton de Levallois-Perret-Nord) je francouzský kanton v departementu Hauts-de-Seine v regionu Île-de-France. Tvoří ho severní část města Levallois-Perret.